# Степной (Дергачёвский район)
Степной —посёлок в Дергачёвском районе Саратовской области в составе сельского поселения Октябрьское муниципальное образование.

## География
Находится на расстоянии примерно 33 километра по прямой на юго-восток от районного центра поселка Дергачи.

## История
Официальная дата основания 1932 год.

## Население
Постоянное население составляло 173 человек в 2002 году (казахи 52%, татары 33%) , 93 в 2010.